# Phidippus exlineae
Phidippus exlineae är en spindelart som beskrevs av Lodovico di Caporiacco 1955. Phidippus exlineae ingår i släktet Phidippus och familjen hoppspindlar. Inga underarter finns listade i Catalogue of Life.